# Halo Wars
Halo Wars ist ein Echtzeit-Strategiespiel, das chronologisch vor der ursprünglichen Halo-Serie spielt. Es erschien am 27. Februar 2009 in Deutschland, exklusiv für die Xbox 360. Am 20. Dezember 2016 erschien die Halo Wars: Definitive Edition für Windows und Xbox One.

## Ankündigung
Halo Wars wurde am 27. Oktober 2006 offiziell angekündigt. Zeitgleich wurde auch ein Teaser veröffentlicht, worin ersichtlich wurde, dass es sich bei Halo Wars entgegen den bisherigen Spielen nicht um einen Ego-Shooter handelt, sondern um ein Echtzeit-Strategiespiel. Halo Wars verwendet eine isometrische Perspektive, bei der man das Bild sowohl drehen als auch vergrößern kann. Bei dem Spiel handelt es sich um ein Prequel, d. h., es ist zeitlich vor Halo: Kampf um die Zukunft angesiedelt. Dadurch ist es z. B. möglich, die Schlacht um Harvest nachzuspielen. Am 5. Februar wurde eine Demo auf dem Xbox Live Marktplatz veröffentlicht. Das Spiel erschien am 27. Februar 2009 gleichzeitig mit einer Limited Edition.

## Handlung
In Halo Wars beginnt die Kampagne auf dem Planeten Harvest, wo die Allianz zum ersten Mal gesichtet wurde. Die Spirit of Fire, ein Versorgungs- und Kolonieschiff, wird aufgrund erneuter Allianz-Aktivitäten dorthin geschickt. Schnell wird klar, dass die Allianz auf der Suche nach einem sogenannten „Blutsväter-Relikt“ ist, welches die Marines des UNSC in Folge sichern können.
Auf Arcadia versucht die Allianz die Menschheit auszulöschen. Ihre Bemühungen scheitern an Sergeant Forge und das SPARTAN-II Team Rot, einem Trupp genmanipulierter Supersoldaten des UNSC.
Der Prophet des Bedauerns, ein Führer der Allianz, beauftragt den Gebieter damit, Anders zu entführen. Er erhofft sich damit, Zugang zu einer Invasionsarmee aus Blutsväter-Kriegsschiffen zu erhalten, welche nur sie aktivieren konnte. Forge tötet den Gebieter, stirbt dabei aber selbst.
Die Spirit of Fire kämpft gegen die Allianz und die neu entdeckte Spezies Flood. Die Handlung endet mit der Zerstörung der Basis und dem mutmaßlichen Selbstmord von Forge, um den Kern zu zünden.

## Soundtrack
- 2009: Halo Wars Original Soundtrack von Stephen Rippyerreichen.

## Comic
Das Comic erschien in der Limited Edition des Spiels.
- Eric Nylund, Phil Noto und Graeme Devine: Halo Wars Genesis von Marvel Comics, 2009
- Comic 1: Die Geschichte dreht sich um die ersten Schlachten des UNSCs und der Allianz. Nachdem die Heracles im Orbit von Reach eintraf, erzählte sie von einem riesigen Allianzschiff im Orbit von Harvest. Der pensionierte Admiral Cole wurde gerufen, um das Schiff zu vernichten Comic 2: Nachdem die Prophecy, ein Versorgungsschiff, keine Antwort mehr gibt, wird die Spirit of Fire entsandt, um sie zu finden. Cutter verabschiedet sich von seiner Familie, als er zu dieser gefährlichen Mission anbricht. Comic 3: Forge soll, nachdem die Prophecy geentert wurde, die Insassen retten und das Schiff zerstören, bevor es in die Hände der Allianz fällt. Comic 4: Professor Anders wird nach einem Vortrag über exobiologische/außerirdische Zivilisationen vom MND entführt. Sie soll auf ein Versorgungsschiff des UNSCs gebracht werden, der Prophecy, um dort Studien über die neu entdeckte Allianz zu machen. Comic 5: Der Gebieter war eine angesehene Person in der Allianz. Nachdem Ripa 'Moramee einen weiteren Aufstand niederschlug, entschied er sich, mehr Macht zu erlangen.

## Definitive Edition
Halo Wars: Definitive Edition ist eine Portierung des Xbox-360-exklusiven Halo Wars aus dem Jahr 2009 und wurde am 20. Dezember 2016 veröffentlicht. Halo Wars: Definitive Edition war ursprünglich exklusiv für Xbox One und Windows 10 im Ultimate-Edition-Bundle von Halo Wars 2, es wurde jedoch später als eigenständiges Spiel veröffentlicht, das außerhalb des Ultimate-Edition-Pakets einzeln gekauft werden kann, seit 20. April 2017 auch auf Steam, zusätzlich zu Xbox One und Windows 10. Es bietet verbesserte visuelle Effekte, Grafiken und Audio; Unterstützung für bis zu 4K-Auflösung unter Windows 10; zusätzliche Errungenschaften und alle DLCs, die für Halo Wars angeboten wurden (einschließlich Honor Guard Wraith und Fireball Warthog aus der Limited Edition).

### Rezeption
Halo Wars sei Fanservice in puncto Story und Liebe zum Detail. Für Spieler, die nicht bereits Fans der Serie sind sei der Einstieg holpriger. Im Bezug auf Koop und Kampagne könne das Spiel jedoch punkten. Strategie mit Tiefgang fehle jedoch. Auch für das kompetitive Gegeneinander sei der Titel ungeeignet. Die Portierung sei stark verspätet für den PC erschienen. Das Spiel sei jedoch erfolgreich überarbeitet worden, sodass man ihm das Alter nicht anmerke. Für die Konsole wurden zahlreiche Vereinfachungen vorgenommen: es gibt nur zwei Völker, eine Ressource und festen Basenbau.
Die Koop-Kampagne hingegen beeindrucke mit Zwischensequenzen wie in Referenztiteln Alarmstufe Rot 3 und Dawn of War 2. Bei der Portierung wurden die großen Radialmenüs vollständig übernommen, die mit Maus und Tastatur hingegen kaum nützlich seien und deutlich die Konsolenherkunft hervorheben. Im Vergleich mit dem zehn Jahre älteren Command & Conquer 3: Tiberium Wars sei Halo Wars massiv unterlegen. Dennoch sei das Action betonte Halo Wars eine willkommene Ergänzung für das Genre. Die Wegfindung sei holprig.

## Fortsetzung
Eine Fortsetzung des Strategiespiels, welche weltweit am 21. Februar 2017 für Xbox One und Windows 10 veröffentlicht wurde, wurde von Publisher Microsoft Game Studios während der Spielemesse E3 2016 unter dem Namen Halo Wars 2 angekündigt. Im Gegensatz zum ersten Teil, welcher von Ensemble Studios entwickelt wurde, wurde die Fortsetzung von 343 Industries und Creative Assembly entwickelt.